# رابطه میان‌فردی
در روان‌شناسی اجتماعی، یک رابطه بین فردی (به انگلیسی:interpersonal relation) یک رابطه اجتماعی، ارتباط یا وابستگی بین دو یا چند نفر را توصیف می‌کند. این اصطلاح به‌طور قابل توجهی با مفهوم روابط اجتماعی که واحد اساسی تحلیل در علوم اجتماعی هستند همپوشانی دارد. روابط در درجات صمیمیت، خودافشایی، مدت زمان، تعامل متقابل و توزیع قدرت متفاوت هستند. موضوعات یا رَوندهای اصلی روابط بین فردی عبارتند از: خانواده، خویشاوندی، دوستی، عشق، ازدواج، تجارت، اشتغال، باشگاه‌ها، محله‌ها، ارزش‌های اخلاقی، حمایت و همبستگی. روابط بین فردی ممکن است توسط قانون، هنجار اجتماعی یا توافق متقابل تنظیم شود و اساس گروه‌ها و جوامع اجتماعی را تشکیل دهد. روابط بین فردی زمانی ظاهر می‌شوند که افراد در بافت‌های اجتماعی خاص با یکدیگر ارتباط برقرار می‌کنند یا با یکدیگر عمل می‌کنند، و در سازش‌های عادلانه و متقابل با یکدیگر پیشرفت می‌کنند.
تجزیه و تحلیل میان رشته‌ای روابط به شدت از سایر علوم اجتماعی، از جمله، اما نه محدود به: انسان‌شناسی، زبان‌شناسی، جامعه‌شناسی، اقتصاد، علوم سیاسی، ارتباطات، ریاضیات، مددکاری اجتماعی، ارتباطات و مطالعات فرهنگی استفاده می‌کند. این تحلیل علمی در طول دهه ۱۹۹۰ میلادی تکامل یافته بود و با تحقیقات الن برشاید و الین هتفیلد به «علم رابطه» (به انگلیسی:relationship science) تبدیل شد. این علم میان رشته‌ای تلاش می‌کند تا با استفاده از تجزیه و تحلیل داده‌ها، نتیجه‌گیری‌های مبتنی بر شواهد ارائه دهد.